# 白雪公主 (Flower單曲)
《白雪公主》（日语：白雪姫）是日本女子組合Flower的第6單曲，於2013年12月25日由Sony Music Associated Records發行。

## 概要
與前作《太陽和向日葵》相隔約四個月後，是2013年的第二張單曲，也為前隊長水野繪梨奈退出後，首度以八名成員形式演出的單曲。
本作分為「初回生產限定盤」、「通常盤」、「期間生產限定盤」三種版本發售。「初回生產限定盤」和「通常盤」收錄《初戀》原音樂版本以及《COLOR ME UP!》，此外「初回生產限定盤」附有《白雪公主》、《初戀》的音樂錄影帶DVD和相片本。「期間生產限定盤」至2014年2月底限定發行，僅收錄《白雪公主》一首歌曲。
〈白雪公主〉是以童話故事《白雪公主》作為創作靈感的愛情歌曲，也作為NOTTV電視劇《我們都是死人》的主題曲，Flower的歌曲首次作為電視連續劇主題曲。〈初戀〉是Flower與同門組合Happiness於「武者修行」對決中勝出的獎品，並收錄於E-girls單曲《滿懷歉意的Kissing You》內的同名歌曲原音樂版本，也是Samantha Thavasa「Samantha×Kawaii×Art」電視廣告曲。〈COLOR ME UP!〉則作為OPA「Oh! Bargain」電視廣告曲。
Flower初次單獨登上《Music Station》時，也演唱了《白雪公主》這首歌曲。

## 銷售成績
本作於Oricon公信榜統計中，在榜時間共八週，週榜最高排名三位，也是Flower首張週榜前三名的作品。Japan Hot 100方面，首週獲得第十名的名次，在進榜第四週時來到最高排行第五名。

## 收錄曲目

### 初回生產限定盤
CD
1. 白雪公主　[4:32]
作詞：小竹正人（日语：小竹正人）；作曲：Hiroki Sagawa（日语：Hiroki Sagawa from Asiatic Orchestra）
NOTTV電視劇《我們都是死人（日语：僕らはみんな死んでいる♪）》的主題曲
2. 初戀 acoustic version　[3:42]
作詞：Narumi Yamamoto；作曲：Chris Meyer、Takumi Tsukada、Grace
Samantha Thavasa（日语：サマンサタバサ）「Samantha×可愛×Art」電視廣告曲
3. COLOR ME UP!　[4:10]
作詞：斉藤栞、EIGO；作曲：HΛL
OPA（日语：OPA）「Oh! Bargain」電視廣告曲
4. 白雪公主 (instrumental)　[4:31]
作曲：Hiroki Sagawa（日语：Hiroki Sagawa from Asiatic Orchestra）

DVD
1. 「白雪公主」 MUSIC VIDEO
2. 「初戀 acoustic version」 MUSIC VIDEO

### 通常盤
1. 白雪公主
2. 初戀 acoustic version
3. COLOR ME UP!
4. 白雪公主 (instrumental)
5. 初恋 acoustic version (instrumental)　[3:42]
6. COLOR ME UP! (instrumental)　[4:06]

### 期間生產限定盤
1. 白雪公主

## 外部連結
- YouTube上的Flower 『白雪公主』
- YouTube上的Flower 『初戀』
- Flower官方網站 （页面存档备份，存于） （日語）
- 官網唱片介紹
  - 《白雪公主》【初回生產限定盤】 （页面存档备份，存于） （日語）
  - 《白雪公主》【通常盤】 （页面存档备份，存于） （日語）
  - 《白雪公主》【期間生產限定盤】 （页面存档备份，存于） （日語）